# 宾巴·巴特塞雷德尼
宾巴·巴特塞雷德尼（1956年—）女，蒙古族，籍贯不详，蒙古国医生、政治人物。

## 生平
巴特塞雷德尼毕业于蒙古医科大学。后来，她到乌克兰的基辅医科大学（Kiev Medical University）学习，在肺病研究院（Pulmonary Research Institute）获得医学博士学位。她是工业及职业病学家。历任国家职业病防治中心内科医生，蒙古医科大学内科教研室教师、主任，国家中心门诊医院主管医疗副院长、医学研究院院长。1999年，她担任乌兰巴托的Shastin联合门诊医院（Shastin United Clinical Hospital）院长。2006年2月，她获蒙古人民革命党提名为蒙古国健康部副部长。但她于2006年3月被任命为蒙古国健康部国务秘书。
2007年12月，巴特塞雷德尼被任命为蒙古国政府成员、健康部部长，一直任至2008年9月。此后她重新投身医学领域。

## 家庭
已婚，有三个孩子。